# Macronemurus tinctus
Macronemurus tinctus is een insect uit de familie van de mierenleeuwen (Myrmeleontidae), die tot de orde netvleugeligen (Neuroptera) behoort. 
Macronemurus tinctus is voor het eerst wetenschappelijk beschreven door Kolbe in 1897.